# Naches Pass
Der Naches Pass (1.502 m hoch) ist ein Gebirgspass der Kaskadenkette im US-Bundesstaat Washington. Er liegt etwa 80 km östlich von Tacoma und etwa 80 km nordwestlich von Yakima nahe den Quellen von Zuflüssen des Naches River im Osten und des Greenwater River im Westen. Die Grenzen der Countys Pierce, King, Kittitas und Yakima treffen an diesem Pass zusammen. Der Pass liegt an der Grenze zwischen dem Mount Baker-Snoqualmie National Forest und dem Wenatchee National Forest, etwa 16 km nordöstlich des Mount Rainier National Park. 1853 wurde eine Straße für die Planwagen der Pioniere über den Pass gebaut.

## Geschichte
Die alte Indianer-Trasse, als Naches Trail bekannt geworden, führte über den Naches Pass und durch die Kaskadenkette, um eine Verbindung der unterschiedlichen Salish-Völker auf der Westseite (Nisqually und Puyallup) mit den Yakima auf der Ostseite der Berge zu schaffen. Im Allgemeinen diente der Trail dem Handel mit Fisch und Pferden.
Obwohl schon durch katholische Missionare der Hudson’s Bay Company genutzt, wurde der Naches Trail offiziell im Sommer 1841 erkundet, als Lieutenant Charles Wilkes von der United States Exploring Expedition Lieutenant Robert E. Johnson anwies, die Erkundungen nach Osten über die Kaskadenkette fortzusetzen und dabei den Naches Pass zu benutzen. Die Expedition folgte dem existierenden Indianer-Trail um die Nordflanke des Mount Rainier herum und über den Pass hinweg. Sie gelangten bis zum Fort Colvile und dem Fort Okanogan östlich der Berge.
Die Neusiedlungen am Puget Sound konnten nur langsam entwickelt werden, was teilweise auf den schlechten Zugang zurückzuführen war. Michael T. Simmons, einer der ersten Pioniere der Region, leitete 1850 die Bemühungen, eine Straße über den Naches Pass zu bauen, doch die dichten Wälder und die steilen Berge erschwerten dies und der Versuch scheiterte.:64 Emigranten, die im Oregon-Territorium in Portland ankamen und nach Norden weiterziehen wollten, mussten sich den schlammigen Cowlitz Trail hinaufkämpfen, erst die Flüsse und dann den Landweg benutzend, um zum Südende des Puget Sound zu gelangen. Eine der ersten Aufgaben, die das Washington Territory übernahm, als es vom Oregon Territory abgespalten wurde, war der Bau einer Straße für die Planwagen über die Kaskadenkette, was darauf abzielte, die Emigranten zum Puget Sound statt in das Willamette Valley zu lenken.
Da sie nicht auf die träge Bundesregierung warten wollten und um schon 1853 die Emigranten anzulocken, sammelten die Einwohner der Puget-Sound-Region Gelder, um Edward Jay Allen, John Edgar, George Shazer und Whitfield Kirtley auszuschicken, die Route über den Naches Pass zu erkunden und ihre Eignung als Planwagen-Straße zu bestimmen. Die Gruppe startete am 1. Juni 1853 und erreichte sechzehn Tage später die offenen Prärien des östlichen Washington. Sie folgerten, eine Straße könne gebaut werden. Allen eilte mit den Neuigkeiten nach Olympia zurück und hinterließ der Nachwelt einen persönlichen, detaillierten Bericht seiner Erkundungen.:62–81
In der Zwischenzeit bekam Captain George B. McClellan im April 1853 spezielle Befehle sowohl von Gouverneur Isaac Stevens als auch von Kriegsminister Jefferson Davis, geeignete Kaskaden-Pässe für Militärstraßen zu suchen, die Straßen rechtzeitig zum Herbst fertigzustellen, um von den erwarteten Emigranten benutzt werden zu können und außerdem zu erkunden, welcher der Pässe künftig für eine Eisenbahnstrecke geeignet sein könnte. Er verließ Columbia Barracks (heute Vancouver (Washington)) und arbeitete sich langsam in die Kaskaden vor.:114–115
Als klar wurde, dass McClellan die Straße bis zum Herbst (oder jemals) würde fertigstellen können, übernahmen es die Bewohner am Puget Sound selbst, die Straße zu bauen. Die gesammelten Gelder wurden zur Unterstützung von zwei Teams von Straßenbauern eingesetzt. Ein Team, geführt von Edward Jay Allen, arbeitete östlich vom Puyallup Valley in Richtung Naches Pass und einige Meilen darüber hinaus.:67–112 Das zweite Team, geführt von Whitfield Kirtley, arbeitete westwärts, um die Straße zwischen Yakima und dem Pass fertigzustellen. Unglücklicherweise „zerlegte“ sich dieses Team selbst und kehrte innerhalb eines Monats nach Olympia zurück und hatte nicht viel mehr als Markierung der Route mit Lichtungen erreicht.:97
Am 25. August 1853 langte McClellan schließlich am Naches Pass an, fand ihn für die Eisenbahn ungeeignet und setzte seinen Weg nach Norden fort. Am 12. September machte Andrew Moore, ein Mitglied von Olympias Straßen-Ausschuss, den Captain nahe dem heutigen Ellensburg ausfindig und ließ ihn einwilligen, Allens Männer unter Vertrag zu nehmen. Sie würden von diesem Tag an dafür bezahlt, die Straße zu bauen, die sie bisher als Freiwillige errichtet hatten. Anscheinend zufrieden, seine Befehle in Bezug auf den Straßenbau über die Berge erfüllt zu haben, setzte McClellan seine Reise nordwärts fort und erwartete ein Treffen mit Gouverneur Stevens, der sich auf dem Weg von Minnesota aus nach Westen befand.:114–116
Der Planwagenzug von James Longmire, einem weiteren Pionier jener Zeit, erreichte Fort Walla Walla Anfang September 1853 und wollte zum Puget Sound weiterziehen. Überzeugt davon, die neue „Volksstraße“ über den Naches Pass zu benutzen, folgten sie der Route den Naches und den Little Naches Rivers aufwärts in die Berge, ließen die Prärien des östlichen Washington hinter sich und drangen erstmals Mitte September in die nordwestlichen Wälder ein. Hier folgten sie Kirtleys Lichtungen, die einen Trail markierten aber keine Straße. Der Wagenzug schnitt mit seinem Vordringen eine Straße in die Landschaft. Nach fünf Meilen (8 km) östlich des Passes trafen sie auf Allens besser geeignete Straße und erreichten den Naches Pass Anfang Oktober.
Nachdem Schwierigkeiten gemeistert waren wie die Einschränkungen bei der Lebensmittelversorgung, das Abseilen der Wagen über steile Hänge und die mehrfache Überquerung des White River fuhr der Wagenzug die Westhänge der Kaskadenkette hinunter. Die Emigranten kamen dort aus dem Wald in die offene Prärie, wo das heutige Enumclaw liegt, und erreichten Fort Steilacoom Mitte Oktober.:65–66, 70
Der Planwagenzug von Mitchell überquerte den Pass nur drei Wochen später, 1854 gefolgt von anderen, doch die Naches Pass Wagon Road wurde nie populär. Zusätzlich zum schwierigen Abstieg vom Naches Pass (welcher 1854 vereinfacht wurde) waren 68 Querungen des Naches und des Little Naches River östlich des Passes sowie mehrfache Querungen des White River auf der Westseite erforderlich.:66
Lieutenant Richard Arnold, stationiert in Ft. Steilacoom, wurde 1854 offiziell beauftragt, die Fertigstellung der Straße zu überwachen. Er kundschaftete im Mai gemeinsam mit Allen den Weg aus und nahm ihn und sein Team dann im Sommer unter Vertrag, um die Straße zu verbessern und zu glätten (oder in Allens Worten „zu schmirgeln“). Unter den Emigranten, die die Straße im Herbst 1854 nutzten, waren die Planwagen-Züge von Winfield Scott Ebey und Jacob Redding Meeker.:143–145
Der Ausbruch des Puget-Sound-Krieges und des Yakima-Krieges 1855 beschäftigte die Siedler anderweitig und überließ die Nutzung der Wagen-Straße den Indianern und der Army. Außerdem hatte Lieutenant Abiel Tinkham schon Anfang 1855 die bessere Eignung des Snoqualmie Pass als Route zum Queren des Gebirges festgestellt.:70 Nach den Indianerkriegen wurde die Naches-Pass-Route fast ausschließlich von Cowboys genutzt, die ihre Herden bis zur Jahrhundertwende regelmäßig in beide Richtungen über den Pass trieben.
In den 1920er Jahren setzte sich Ezra Meeker mächtig dafür bei der Regierung des Bundesstaates ein, die Naches-Pass-Route für einen südlichen, den Staat querenden Highway auszuwählen. Die verborgenen Gelder der Straßenbauer und ihre Pläne, ein Hotel an der Nordseite des Mount Rainier National Park zu bauen, führten stattdessen zum Bau des Chinook Pass Highway. Eine geplante Straße über den Naches Pass wurde 1943 zum System der Staatsstraßen hinzugefügt und ist immer noch als Washington State Route 168 in den staatlichen Planungen vorhanden, doch die Straße wurde nie gebaut. Heutzutage ist die alte Planwagenstraße eine beliebte und auch landesweit bekannte Piste für Geländewagen.